# Heteropelma perornatum
Heteropelma perornatum là một loài tò vò trong họ Ichneumonidae.